# ملکه جانگ‌نیول
ملکه جانگ‌نیول (کره‌ای: 장렬왕후 조씨؛ ۶ دسامبر ۱۶۲۴ – ۱۰ سپتامبر ۱۶۸۸) نام پسامرگی بود که به همسر و دومین ملکه همسر یی جونگ، پادشاه این‌جو، شانزدهمین پادشاه چوسان اعطا شد. او ملکه همسر چوسان از سال ۱۶۳۸ تا زمان مرگ همسرش در سال ۱۶۴۹ بود و پس از آن از او با عنوان ملکه بیوه جایی (کره‌ای: 자의왕대비) در دوران سلطنت پسرخوانده‌اش یی هو، پادشاه هیوجونگ و با عنوان ملکه بیوه بزرگ جایی (کره‌ای: 자의대왕대비) در دوران سلطنت نتیجه ناتنی‌اش یی سون، پادشاه سوک‌جونگ تجلیل شد.